# (38793) 2000 RY49
2000 RY49 (asteroide 38793) é um asteroide da cintura principal. Possui uma excentricidade de 0.16117430 e uma inclinação de 3.28143º.
Este asteroide foi descoberto no dia 5 de setembro de 2000 por LINEAR em Socorro.